# José Gómez Acebo
José Gómez Acebo y Cortina (Madri, 22 de dezembro de 1860 — Madri, 22 de novembro de 1932) foi um advogado, ministro e político espanhol. Foi deputado por 6 legislaturas.